# Sarah Juel Werner
Sarah Juel Werner (* 27. Juli 1992) ist eine dänische Schauspielerin und Synchronsprecherin.

## Leben
Als Siebenjährige begann Sarah Juel Werner Unterricht zu nehmen in Pantomime und sie wurde Mitglied einer kleinen Theatergruppe. Ihre erste große Filmhauptrolle erhielt sie 2002 als Tinke in dem Film Tinke – Kleines starkes Mädchen. 2007 war sie für ihre Rolle in Der Traum als Beste Nebendarstellerin für den Robert nominiert. International bekannt wurde sie auch durch ihre Rollen in Worlds Apart als kleine Schwester und in Brødre als Natalie.
Ihr jüngerer Bruder Jonathan Werner Juel (* 1997) ist ebenfalls schauspielerisch tätig.

## Filmografie
Schauspielerin
- 2002: Tinke – Kleines starkes Mädchen (Ulvepigen Tinke)
- 2003: Das Erbe (Arven)
- 2004: Brothers – Zwischen Brüdern (Brødre)
- 2006: Der Traum (Drømmen)
- 2006: Absalons Hemmelighed (Fernsehserie, 24 Folgen)
- 2008: Was niemand weiß (Det som ingen ved)
- 2008: Worlds Apart (To verdener)
- 2009: Træneren (Kurzfilm)
- 2011: Intet kan røre mig (Kurzfilm)
- 2011: Under Huden (Kurzfilm)
- 2014: Zweite Chance (En chance til)
- 2014: Blind passager (Kurzfilm)
- 2015: No Soldier (Kurzfilm)
- 2016: Løbetid (Kurzfilm)
- 2018–2019: Doggystyle (Fernsehserie, 12 Folgen)
- 2019: Lyden af uventet død (Kurzfilm)

Synchronsprecherin
- 2002: Lilo & Stitch (Stimme von Lilo)
- 2005: Lilo & Stitch 2 – Stitch völlig abgedreht (Lilo & Stitch 2: Stitch Has a Glitch, Stimme von Lilo)